# Philonthus tenuicornis
Philonthus tenuicornis är en skalbaggsart som beskrevs av Étienne Mulsant och Claudius Rey 1853. Philonthus tenuicornis ingår i släktet Philonthus, och familjen kortvingar. Arten är reproducerande i Sverige.